# مهرجان القاهرة السينمائي الدولي
مهرجان القاهرة السينمائي الدولي هو مهرجان سينمائي سنوي يعقد في القاهرة في مصر. وقد تأسس في عام 1976 ويعد ثاني مهرجان سينمائي دولي عُقِدَ في العالم العربي بعد أيام قرطاج السينمائية.

## نبذة تاريخية
بدأ مهرجان القاهرة السينمائي الدولي فعالياته بعد حرب أكتوبر بثلاث سنوات، وبالتحديد في 16 أغسطس 1976 على أيدي الجمعية المصرية للكتاب والنقاد السينمائيين برئاسة كمال الملاخ، الذي نجح في إدارة هذا المهرجان لمدة سبع سنوات حتى عام 1983، ثم شكلت لجنة مشتركة من وزارة الثقافة ضمت أعضاء الجمعية واتحاد نقابات الفنانين للإشراف على المهرجان عام 1985، الذي تولى مسؤوليته الأديب والعملاق سعد الدين وهبة، حيث احتل مهرجان القاهرة خلال هذه الفترة مكانة عالمية.
وأورد تقرير الاتحاد الدولي لجمعيات المنتجين السينمائيين عام 1990 أهم ثلاثة مهرجانات للعواصم، فجاء مهرجان القاهرة السينمائي في المركز الثاني بعد مهرجان لندن السينمائي، بينما جاء مهرجان ستوكهولم في المركز الثالث.
وبعد رحيل سعد الدين وهبة تولّى الفنان حسين فهمي رئاسة المهرجان لمدة أربع سنوات من عام 1998 وحتى عام 2001، إلى أن تولّى إدارته شريف الشوباشي حتى عام 2005 ليرأسه بعد ذلك الفنان د.عزت أبو عوف والفنان عمر الشريف كرئيس شرف.
تحصل المهرجان في 2019 على صفة المهرجان المؤهل لجائزة الأوسكار من أكاديمية فنون وعلوم الصور المتحركة.
الرئيس الحالي للمهرجان هو حسين فهمي، ومديره هو المخرج السابق أمير رمسيس.

## المسابقات
- المسابقة الرسمية الدولية
- مسابقة الأفلام العربية
- مسابقة أفلام الديجيتال

## جوائز المهرجان
- جائزة أفضل فيلم.. الهرم الذهبي
- جائزة لجنة التحكيم.. الهرم الفضي
- جائزة افضل عمل اول أو ثاني وتمنح للمخرج.. الهرم البرونزي
- جائزة أفضل ممثلة.. تمثال (نصفي) الأميرة باكت آتون
- جائزة أفضل ممثل.. تمثال الوزير أمنحتب الثالث
- جائزة أفضل مخرج.. تمثال الملك أخناتون
- جائزة أفضل سيناريو.. تمثال نجيب محفوظ
- جائزة هنري بركات لافضل اسهام فني
- جائزة أفضل فيلم عربي.. 100 ألف جنيه (مقدمة من وزارة الثقافة)
- جائزة فاتن حمامة للتميز.. للشخصيات التي تساهم في الارتقاء بالفن السينمائي
- جائزة الهرم الذهبي.. لاهم الشخصيات التي تساهم في إثراء الفن السينمائي
- جائزة سعد الدين وهبة.. تمنح لاحسن فيلم عربي (للمخرج)
- جائزة يوسف شاهين.. لاحسن فيلم قصير
- جائزة شادي عبد السلام لاحسن فيلم (للمخرج)[5]
- وعديد الجوائز الاخرى ....

## شروط الاشتراط في المسابقة الرسمية
- يجب أن لا يكون سبق للفيلم الاشتراك في مسابقة مهرجانات دولية أخرى.
- يجب أن يكون الفيلم من إنتاج بعد يوليو.
- عرض الفيلم بلغته الأصلية مع ترجمة باللغة الإنجليزية.
- وجود نسخة ومواد دعاية الفيلم لدى لجنة الاختيار قبل أكتوبر.
- يحق لكل دولة الاشتراك بأكثر من فيلم روائي طويل.

## التكريم
قام المهرجان الدولي بتكريم العديد من النجوم العالمين، ومن بينهم مارشيلو ماستروياني، كاترين دينوف، جون مالكوفيتش، نيكولاس كيج، مورغان فريمان، باد سبنسر، جينا لولوبريجيدا، أورنيلا موتي، صوفيا لورين، صامويل جاكسون، كلوديا كاردينال، فيكتوريا ابريل، إليزابيث تايلور، ناكي سي سافاني، شاشي كابور، ألان ديلون، غريتا سكاكي، بيتر أوتول، كرستوفر لي، إيرين باباس، عمر الشريف، أوليفر ريد، جولييت بينوش، داني غلوفر، تشارليز ثيرون، جوليا أورموند، سلمى حايك، لوسي لو، كورت راسل، ميرا سورفينو، غولدي هاون، أليسيا سيلفرستون ، وكذلك المخرجين مثل: روبرت وايز، إيليا كازان، فانيسا رديغريف، أوليفر ستون، رولاند جيفي، كارلوس ساورا، إسماعيل ميرشانت، مصطفى العقاد، مايكل أنجلو أنطونيوني.

## وصلات خارجية
- الموقع الرسمي